# Ludvika (stad)
Ludvika is de hoofdstad in de gemeente Ludvika in het landschap Dalarna en de provincie Dalarnas län in Zweden. De plaats ligt behalve in de gemeente Ludvika ook nog voor een klein deel in de gemeente Smedjebacken. De plaats heeft 14018 inwoners (2005) en een oppervlakte van 1093 hectare.
Ludvika is samen met Västerås een van de voornaamste steden waar het Zweeds-Zwitserse ABB-concern zijn fabrieken en laboratoria heeft. Het concern is voortgekomen uit ASEA, het bedrijf dat Zweden op de eerste rij heeft gezet van bouwers en leveranciers van machines voor elektrische centrales, hoogspanningsnetten, elektrische spoorwegen en ander zwaar elektrotechnisch materieel.
Het stadje ligt aan het Väsman, een stil meer, waar maar weinig op gevaren wordt. De omgeving ervan is bijzonder mooi. Ludvika is lange tijd een belangrijk spoorwegknooppunt geweest totdat Borlänge die functie overnam. Het station en zijn emplacement scheidt nog steeds de stad van het meer, hetgeen Ludvika de kans ontneemt om een prettige woonomgeving aan het water te vormen.

## Verkeer en vervoer
Bij de plaats lopen de Riksväg 50 en Riksväg 66.
De plaats heeft een station aan de spoorlijnen Gävle - Kil/Frövi en Bergslagspendeln.

## Geboren
- Bosse Broberg (1937-2023), jazztrompettist
- Fredrik Söderström (1973), voetballer